# Cariús
Cariús este un oraș în statul Ceará (CE) din Brazilia.